# Lonrai
Lonrai település Franciaországban, Orne megyében. Lakosainak száma 1084 fő (2022. január 1.). Lonrai Colombiers, Condé-sur-Sarthe, Cuissai, Damigny és Pacé községekkel határos.

## Népesség
A település népességének változása:
| Lakosok száma | 1147 | 1147 | 1178 | 1134 | 1127 | 1129 | 1127 | 1105 | 1084 |
|               | 2013 | 2015 | 2016 | 2017 | 2018 | 2019 | 2020 | 2021 | 2022 |